# Sophira malaysiae
Sophira malaysiae es una especie de insecto del género Sophira de la familia Tephritidae del orden Diptera.

## Historia
Albany Hancock y Drew la describieron científicamente por primera vez en el año 1995.